# Radó Kövesligethy
Radó von Kövesligethy (ur. 1 września 1862 w Weronie, zm. 11 października 1934 w Budapeszcie) – węgierski astrofizyk i geofizyk. W latach 1881–1884 studiował na Uniwersytecie Wiedeńskim. Pracował wspólnie z Miklósem Konkoly-Thege i Bélą Harkányim w Obserwatorium Konkolyego nad obserwacją, fotografowaniem, katalogowaniem i oceną spektralną Słońca i gwiazd. Pracował także jako asystent profesora Loránda Eötvösa w Instytucie Fizyki Uniwersytetu w Budapeszcie. W 1904 roku został profesorem kosmografii i geofizyki na Uniwersytecie w Budapeszcie. W 1906 roku został sekretarzem generalnym stowarzyszenia International Association for Seismology. W tym samym roku założył pierwsze obserwatorium sejsmologiczne w Budapeszcie i aż do śmierci był jego dyrektorem. Od 1895 roku był członkiem korespondencyjnym, a od 1909 członkiem pełnoprawnym Węgierskiej Akademii Nauk. Był także członkiem wielu organizacji międzynarodowych.